# Школа за герои
„Школа за герои“ (на английски: Sky High) е американски супергеройски комедиен филм от 2005 г. на режисьора Майк Мичъл, по сценарий на Пол Ернандез, и създателите на „Ким Суперплюс“ – Боб Шули и Марк Маккоркъл. Във филма участват Майкъл Ангарано, Даниел Панабейкър, Мери Елизабет Уинстед, Кели Престън и Кърт Ръсел, а поддържащия състав се състои от Брус Кембъл, Клорис Лийчман, Джим Раш, Стивън Стрейт, Линда Картър, Дейв Фоли и Кевин Макдоналд.
Филмът е пуснат по кината на 29 юли 2005 г. и печели 89.4 млн. долара в световен мащаб при бюджет от 35 млн. долара.